# Lilesville (Caroline du Nord)
Lilisville est une ville des États-Unis située dans le Comté d'Anson, en Caroline du Nord.
Au recensement de 2010, sa population était de 536 habitants.

## Source
- (en) Cet article est partiellement ou en totalité issu de l’article de Wikipédia en anglais intitulé « Lilesville, North Carolina » (voir la liste des auteurs).